# Chlornitrobenzole
| Gefahrensymbol |

| Gefahrensymbol | Gefahrensymbol |

| Gefahrensymbol | Gefahrensymbol |

| Gefahrensymbol |

Die Chlornitrobenzole bilden in der Chemie eine Stoffgruppe, die sich sowohl vom Nitrobenzol als auch vom Chlorbenzol ableitet. Die Struktur besteht aus einem Benzolring mit angefügter Nitrogruppe (–NO2) und Chlor (–Cl) als Substituenten. Durch deren unterschiedliche Anordnung ergeben sich drei Konstitutionsisomere mit der Summenformel C6H4ClNO2.

## Gewinnung und Darstellung
Chlornitrobenzolisomere können durch Nitrierung von Chlorbenzol in Gegenwart von Schwefelsäure gewonnen werden.

Synthese von Chlornitrobenzol-Isomeren mit Angabe der relativen Ausbeuten in %

## Eigenschaften
Das p-Chlornitrobenzol, das die höchste Symmetrie aufweist, besitzt den höchsten Schmelzpunkt.